# Lätt attackflygplan
- Övre vänster: Pilatus PC-7 Turbo Trainer
- Övre höger: Saab 105G
- Undre vänster: FMA IA 58 Pucará
- Undre höger: Cessna A-37 Dragonfly

Lätt attackflyg (engelska: Counterinsurgency Aircraft, kort COIN AC, "upprorsmotverkande flygplan") är en typ av stridsflygplan ämnade att brukas mot väpnade rebeller, terrorister, gerillor och andra typer av mindre trupper och mål, så kallad "upprorsmotverkan" (engelska: counterinsurgency). Bortom direkt attack ska de även kunna utföra väpnad spaning, eskort av marktrupp och eldunderstöd, etc. Dessa typer av flygplan består ofta i grunden av ett avancerat skolflygplan som har möjlighet att bära olika typer av vapen, etc, men det finns även ändamålstillverkade lätta attackflygplan.

## Minicoin

Malmö flygindustri MFI-9B minicoin som användes i Biafrakriget.

Minicoin (förkortning av engelska: Miniature Counterinsurgency Aircraft, "upprorsmotverkande miniflygplan"), även förvrängt som "minocon" i talspråk, är en mindre typ av lätt attackflygplan som består av väldigt lätta, nästintill ultralätta flygplan, som beväpnats med vapen. Dessa är användbara då de är extremt lättflugna med bra manövrerbarhet vilket gör dem svårare att skjuta ner med simpelt luftvärn och deras konstruktion som oftast består av lättare material gör dem svåra att se på radar, speciellt om de flyger på marknivå.
Minicoin är en svensk uppfinning, ursprungligen namngiven av Carl Gustaf von Rosen under Biafrakriget när han donerade 5 stycken MFI-9B till biafras flygvapen som med mycket positiva resultat flög attackuppdrag med piloter från både Sverige och Biafra under kriget.

### Webbkällor
- http://chefsingenjoren.blogspot.com/2011/09/latta-attacken-ateruppstar.html
- https://flyvertossetsaviationblog.wordpress.com/2014/12/06/mfi-9b-minicoin/